# RC ARBÖ Gourmetfein Wels/Saison 2012
Dieser Artikel listet Erfolge und Fahrer des Radsportteams RC ARBÖ Gourmetfein Wels in der Saison 2012 auf.

## Erfolge in der UCI Europe Tour
In den Rennen der Saison 2012 der UCI Europe Tour gelangen die nachstehenden Erfolge.
| Datum        | Rennen                                              | Kat. | Sieger                |
| ------------ | --------------------------------------------------- | ---- | --------------------- |
| 17. März     | 2. Etappe Istrian Spring Trophy                     | 2.2  | Markus Eibegger       |
| 15.–18. März | Gesamtwertung Istrian Spring Trophy                 | 2.2  | Markus Eibegger       |
| 17. Mai      | Österreichische Meisterschaft – Einzelzeitfahren    | CN   | Riccardo Zoidl        |
| 7. Juni      | 3. Etappe Slowakei-Rundfahrt                        | 2.2  | Werner Riebenbauer    |
| 17. Juni     | 3. Etappe Oberösterreichrundfahrt                   | 2.2  | Riccardo Zoidl        |
| 24. Juni     | Österreichische Meisterschaft – Straßenrennen       | CN   | Lukas Pöstlberger     |
| 24. Juni     | Österreichische Meisterschaft – Straßenrennen (U23) | CN   | Lukas Pöstlberger     |
| 9. August    | 1. Etappe Tour of Szeklerland                       | 2.2  | Mannschaftszeitfahren |

## Abgänge – Zugänge
| Zugänge              | Team 2011                 | Abgänge               | Team 2012                       |
| -------------------- | ------------------------- | --------------------- | ------------------------------- |
| Matej Marin          | Perutnina Ptuj            | Matthias Wieneroither | ARBÖ Gebrüder Weiss-Oberndorfer |
| Markus Eibegger      | Tabriz Petrochemical Team | Christoph Sokoll      | Tirol Cycling Team              |
| Stefan Rucker        | WSA-Viperbike Kärnten     | Gernot Auer           | WSA-Viperbike Kärnten           |
| Felix Großschartner  | Neoprofi                  | Gerhard Trampusch     | Karriereende                    |
| Daniel Paulus        | Neoprofi                  | Martin Riška          | Unbekannt                       |
| Matthias Riebenbauer | Neoprofi                  | Jörg Thalhammer       | Unbekannt                       |
| Lukas Stoiber        | Neoprofi                  |                       |                                 |

## Mannschaft
| Name                 | Geburtstag         | Nationalität |
| -------------------- | ------------------ | ------------ |
| Markus Eibegger      | 16. Oktober 1984   | Österreich   |
| Andreas Graf         | 7. August 1985     | Österreich   |
| Felix Großschartner  | 23. Dezember 1993  | Österreich   |
| Paul Illenberger     | 28. Dezember 1991  | Österreich   |
| Christoph Lindlbauer | 29. Januar 1992    | Österreich   |
| Matej Marin          | 2. Juli 1980       | Slowenien    |
| Daniel Paulus        | 10. März 1993      | Österreich   |
| Lukas Pöstlberger    | 10. Januar 1992    | Österreich   |
| Stephan Rabitsch     | 28. Juni 1991      | Österreich   |
| Matthias Riebenbauer | 17. März 1993      | Österreich   |
| Werner Riebenbauer   | 7. Juli 1974       | Österreich   |
| Stefan Rucker        | 20. Januar 1980    | Österreich   |
| Jan Sokol            | 26. September 1990 | Österreich   |
| Lukas Stoiber        | 17. November 1989  | Österreich   |
| Riccardo Zoidl       | 8. April 1988      | Österreich   |